# Infiniti JX
De Infiniti JX is een Sports Utility Vehicle (SUV) van het Japanse automerk Infiniti, een dochterbedrijf van Nissan. De wagen zal op 21 augustus 2011 worden voorgesteld aan het publiek tijdens het Pebble Beach Concours d'Elegance en in zijn uiteindelijke vorm op het Greater Los Angeles Auto Show. Bij de aankondiging daarvan in april 2011 werd verondersteld dat de wagen in 2012 voor het eerst van de band zou rollen.